# یالمار کارلسون
یالمار کارلسون (انگلیسی: Hjalmar Karlsson؛ ۱ مارس ۱۹۰۶ – ۲ آوریل ۱۹۹۲) قایقران قایق بادبانی اهل سوئد بود.